# Stacie Monroe
Stacie Monroe es un personaje ficticio de la serie de televisión británica Hustle, interpretada por la actriz Jaime Murray del 24 de febrero de 2004 hasta el 2007 y regresó para el último episodio del programa el 17 de febrero de 2012.

## Biografía
Stacie es la única mujer de la banda. Tan confidente como sensual, es "el señuelo" pues a menudo utiliza su atractivo sexual para persuadir a víctimas varones de confiarle su dinero. También es la administradora del dinero del grupo preocupándose por llevar las cuentas de lo ganado e invertido en cada golpe. La policía la considera muy hábil en el arte de la estafa.
Al final de la cuarta temporada decidió quedarse en Estados Unidos con Danny Blue.